# جورج باركر
جورج باركر (بالإنجليزية: George P. Barker)‏ (و. 1807 – 1848 م)هو محامي، وسياسي من الولايات المتحدة الأمريكية .
وهو عضو في الحزب الديمقراطي الأمريكي .